# Offshore
 Ikke at forveksle med offshoring.
 For alternative betydninger, se Offshore (flertydig). (Se også artikler, som begynder med Offshore)
Offshore (engelsk: "væk fra kysten") betegner havområder langt fra kysten, særligt områder, hvor der drives olierelateret virksomhed som f.eks. boreplatforme. Man taler i den forbindelse også om offshoreteknologi. 
Historisk har offshoreindustrien primært bestået af olie- og gasselskaber som DONG Energy, men i de senere år er også vindmølleproducenterne blevet aktive på havet i kraft af opførelsen af flere havvindmølleparker.
| Erhverv og erhvervsliv | Spire Denne artikel om erhverv, erhvervsliv og arbejdsmarked er en spire som bør udbygges. Du er velkommen til at hjælpe Wikipedia ved at udvide den. |